# 926 Imhilde
926 Imhilde eller 1920 GN är en asteroid i huvudbältet, som upptäcktes den 15 februari 1920 av den tyske astronomen Karl Wilhelm Reinmuth i Heidelberg. Den är uppkallad efter helgonet Imhilde.
Asteroiden har en diameter på ungefär 48 kilometer.